# Diane Downs

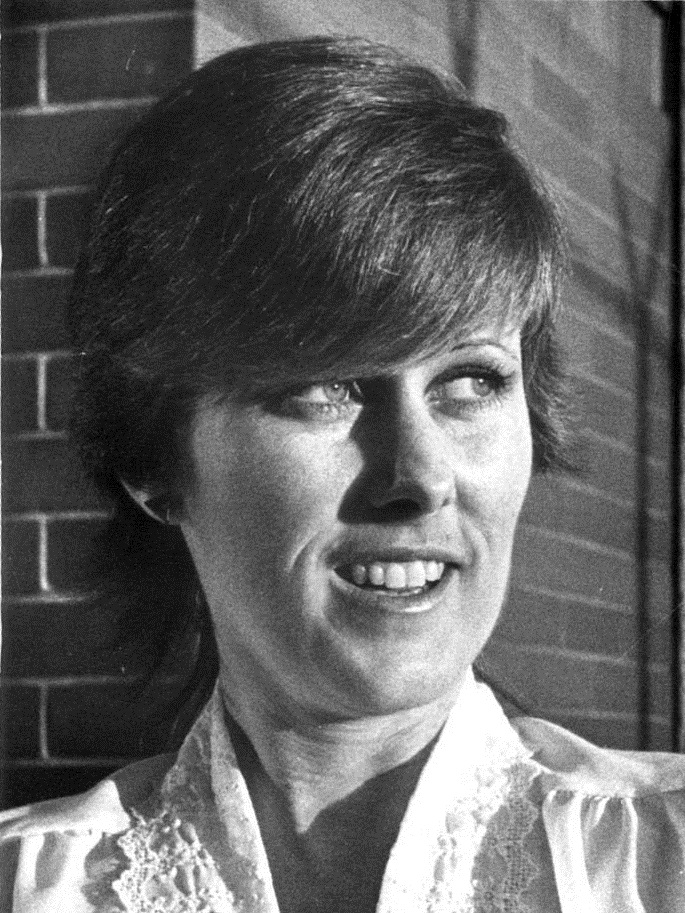
Diane Downs w 1984

Diane Downs (ur. 7 sierpnia 1955 w Phoenix) – amerykańska morderczyni, która postrzeliła trójkę swoich dzieci, wskutek czego jedno zostało ciężko ranne, drugie pozostało sparaliżowane, a trzecie zmarło. Po postrzeleniu dzieci kobieta zeznała, że padła ofiarą próby porwania jej samochodu przez nieznajomego mężczyznę, który strzelał do rodziny. W 1984 została skazana na dożywocie. Na krótko uciekła z więzienia w 1987, ale została ponownie schwytana.
Jest bohaterką książki Ann Rule Złożone w ofierze, oraz filmu Niewinne ofiary. W grudniu 2008 oraz ponownie w grudniu 2010 odmówiono jej zwolnienia warunkowego.

## Wczesne życie
Elizabeth Diane Frederickson urodziła się 7 sierpnia 1955 w Phoenix w stanie Arizona jako córka Wesa i Willadene Fredericksonów. Diane twierdzi, że w okresie gdy była nastolatką, ojciec molestował ją seksualnie. Ukończyła Moon Valley High School w Phoenix, gdzie poznała swojego męża Steve’a Downsa. Po ukończeniu liceum wstąpiła do Heartland Baptist Bible College w Orange, ale po roku została wydalona za rozwiązłość i powróciła do domu swoich rodziców. 13 listopada 1973 poślubiła Steve’a Downsa. Rozwiedli się w 1980, rok po narodzinach ich najmłodszego dziecka, Stephena "Danny" Downsa.

## Morderstwo
19 maja 1983 Diane Downs strzeliła do trójki swoich dzieci: Stephena "Danny" Downsa (ur. 1979), Cheryl Lynn Downs (ur. 1976) i Christie Ann Downs (ur. 1974), a samą siebie postrzeliła w lewe przedramię. Następnie odwiozła dzieci zakrwawionym samochodem do szpitala. W chwili przyjazdu Cheryl już nie żyła, a pozostałe dzieci walczyły o życie. Downs twierdziła, że została napadnięta na wiejskiej drodze w pobliżu Springfield przez obcego mężczyznę, który postrzelił ją oraz jej dzieci.
Śledczy stali się podejrzliwi wobec tej wersji wydarzeń, gdy zaobserwowali, że Downs zachowywała się zadziwiająco spokojnie jak na przeżyte właśnie traumatyczne wydarzenia. Ich podejrzenia zwiększyły się, gdy Downs weszła do sali, w której leżała Christie, która wówczas jeszcze nie mogła mówić, ponieważ wskutek otrzymanych ran miała udar. Na widok matki, na twarzy Christie pojawił się strach, a akcja serca dramatycznie wzrosła. Po tym widzeniu z córką Downs prosiła lekarzy, by odłączyli Christie od aparatury podtrzymującej życie, ponieważ – jak argumentowała – jej córka ma uszkodzenie mózgu. Śledczy odkryli również, że zaraz po przybyciu do szpitala Downs zadzwoniła do swojego kochanka, Roberta Knickerbockera, żonatego mężczyzny mieszkającego w Arizonie.
Dowody sądowe nie pasowały do historii przedstawianej przez Downs. Po stronie kierowcy nie udało się zlokalizować ani śladów krwi, ani prochu. Kobieta zataiła też przed policją, że posiadała pistolet o kalibrze .22, ale zarówno Steve Downs, jak i Knickerbocker zeznali, że go miała. W trakcie śledztwa ustalono, że to właśnie z broni tego kalibru strzelano do dzieci. Mimo szeroko zakrojonych poszukiwań nigdy nie odnaleziono broni, z której strzelano 19 maja. 
Ponadto świadkowie zeznali, że widzieli samochód Downs bardzo wolno jadący w kierunku szpitala (szacunkowa prędkość to około 9 km/h), natomiast sama Downs zeznała, że po strzelaninie jechała do szpitala bardzo szybko. Bazując na tym i na innych dowodach, dziewięć miesięcy po całym zajściu, 28 lutego 1984 Downs została aresztowana. Oskarżono ją o morderstwo, usiłowanie zabójstwa oraz o czynną napaść z użyciem broni.

### Oskarżenie
Oskarżyciele utrzymywali, że Downs strzelała do swoich dzieci, ponieważ chciała się od nich uwolnić by móc kontynuować swój romans z Knickerbockerem, o którym było wiadomo, że nie chce mieć żadnych dzieci w swoim życiu. 
Wiele w sprawie przeciwko Downs zależało od zeznania jej ocalałej córki - Christine Downs. Gdy tylko odzyskała możliwość mówienia, Christie opisała, jak jej matka strzelała do trójki swoich dzieci, a następnie samą siebie postrzeliła w przedramię podczas gdy samochód stał zaparkowany na poboczu drogi. Christie w chwili morderstwa miała osiem lat, a podczas procesu dziewięć.

Diane Downs uznano za winną wszystkich postawionych jej zarzutów i 17 czerwca 1984 roku skazano na dożywocie plus pięćdziesiąt lat pozbawienia wolności. Psychologowie zdiagnozowali u Downs narcystyczne, histrioniczne i antyspołeczne zaburzenie osobowości. Sędzia wyjaśnił, że nie życzy sobie, by kiedykolwiek odzyskała wolność.

## Następstwa
Ocalałe dzieci zamieszkały wraz z Fredem Hugim, zastępcą prokuratora w sprawie Downs. Wraz z żoną Joanną adoptowali dzieci w 1984. Christie odzyskała mowę, natomiast Danny pozostał sparaliżowany od pasa w dół.
Przed aresztowaniem i procesem Downs zaszła w ciążę z czwartym dzieckiem. Miesiąc po zakończeniu procesu z 1984 urodziła dziewczynkę i nazwała ją Amy. Dziesięć dni przed jej skazaniem dziecko zostało zabrane przez stan Oregon i wkrótce po tym adoptowane. Dziecku zmieniono imiona na Rebecca "Becky" Babcock. 
11 lipca 1987 Downs uciekła ze stanowego więzienia dla kobiet w Oregonie i została ponownie schwytana 21 lipca 1987 w Salem. Za ucieczkę otrzymała pięcioletni wyrok. Po tej ucieczce została umieszczona w więzieniu o zaostrzonym rygorze dla kobiet w Clinton. W 1994 Downs została przetransferowana do więzienia w Kalifornii.
Od 2010 Downs przebywa w kalifornijskim więzieniu dla kobiet.
W 1987 Ann Rule napisała książkę Złożone w ofierze opisując w niej szczegółowo życie Downs. Zrealizowany dla telewizji film Niewinne ofiary z Farrah Fawcett w roli głównej, został nakręcony w 1989.
Ostatnie dziecko Diane Downs, urodzone wkrótce po jej procesie, pojawiło się w The Oprah Winfrey Show 22 października 2010.

## Przesłuchania dotyczące zwolnienia warunkowego
Wyrok Downs pozwala jej na ubieganie się o zwolnienie warunkowe po odsiedzeniu 25 lat i, według oregońskiego prawa stanowego, jako niebezpieczny przestępca będzie mogła ubiegać się o zwolnienie warunkowe co dwa lata do chwili zwolnienia lub śmierci w więzieniu.
W swoim pierwszym podaniu o zwolnienie warunkowe w 2008 Downs nadal utrzymywała, że jest niewinna: Przez lata mówiłam wam i reszcie świata, że to mężczyzna strzelał do mnie i do moich dzieci. Nigdy nie zmieniłam swojej historii. Pierwsze przesłuchanie Downs w sprawie zwolnienia warunkowego odbyło się 9 grudnia 2008. Prokurator okręgowy Hrabstwa Lane Douglas Harcleroad napisał do komisji zwolnień warunkowych: Downs nadal nie wykazuje prawdziwego wglądu co do swoich zachowań przestępczych. (...) Nawet po skazaniu, wymyśla nowe wersje wydarzeń, w których miała miejsce zbrodnia. Naprzemiennie opisywała napastnika jako „obcego o potarganych włosach”, dwóch mężczyzn noszących maski narciarskie, handlarzy narkotyków i skorumpowanych stróżów prawa. 
Downs wzięła udział w rozprawie w kalifornijskim więzieniu dla kobiet. Nie pozwolono jej wydać oświadczenia, ale mogła odpowiadać na pytania komisji do spraw zwolnień warunkowych. Po trzech godzinach wywiadów oraz 30 minutach obrad odmówiono jej zwolnienia warunkowego. Downs kwalifikowała się do ubiegania się o zwolnienie warunkowe ponownie w 2010. 9 grudnia 2010 Downs stawiła się przed komisją do spraw zwolnień warunkowych. Ponownie jej odmówiono.
Zgodnie z nowym prawem, nie może ubiegać się o zwolnienie warunkowe przez kolejnych 10 lat, co oznacza, że będzie musiała czekać do 2020, zanim ponownie złoży podanie o zwolnienie warunkowe, a wtedy będzie miała 65 lat.